# Бурмаков, Владимир Александрович
Владимир Александрович Бурмаков (род. 12 июня 1948) — советский хоккеист, нападающий.

## Биография
Воспитанник «Спартака» Москва, в сезоне 1964/65 сыграл один матч в чемпионате СССР, в следующем — один матч в Кубке СССР. Играл в командах СКА Калинин (1967/68 — 1968/69), «Торпедо» Ярославль (1969/70)
Победитель первого международного турнира юниоров (1967).